# High Ridge (Misuri)
High Ridge es un lugar designado por el censo ubicado en el condado de Jefferson en el estado estadounidense de Misuri. En el Censo de 2010 tenía una población de 4305 habitantes y una densidad poblacional de 437,07 personas por km².

## Geografía
High Ridge se encuentra ubicado en las coordenadas 38°27′39″N 90°32′2″O / 38.46083, -90.53389. Según la Oficina del Censo de los Estados Unidos, High Ridge tiene una superficie total de 9.85 km², de la cual 9.85 km² corresponden a tierra firme y (0%) 0 km² es agua.

## Demografía
Según el censo de 2010, había 4305 personas residiendo en High Ridge. La densidad de población era de 437,07 hab./km². De los 4305 habitantes, High Ridge estaba compuesto por el 96.77% blancos, el 0.39% eran afroamericanos, el 0.39% eran amerindios, el 0.77% eran asiáticos, el 0% eran isleños del Pacífico, el 0.67% eran de otras razas y el 1% pertenecían a dos o más razas. Del total de la población el 1.88% eran hispanos o latinos de cualquier raza.